# Portlandia (televisieserie)

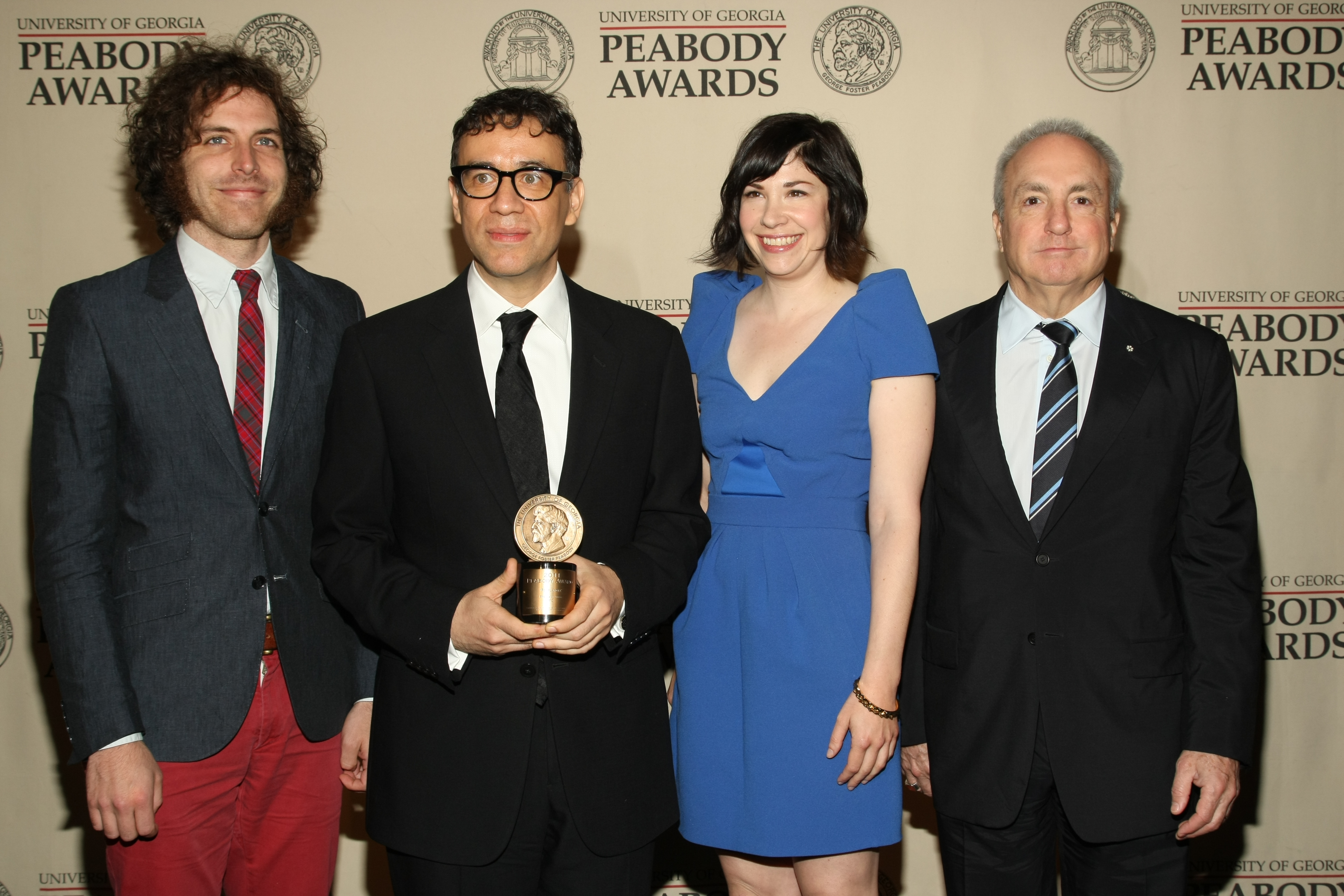
Jonathan Krisel, Fred Armisen, Carrie Brownstein en Lorne Michaels bij de Peabody Awards 2012

Portlandia is een Amerikaanse sketch comedy uit 2011. De serie werd opgenomen in Portland, Oregon en de titel verwijst naar de gelijknamige sculptuur boven de ingang van het Portland Building. Op IFC werden tot in maart 2018 acht seizoenen uitgezonden met in totaal 77 afleveringen.
Portlandia nam met name de hippie-, alternatieve en hipstercultuur op de hak. De satirische sketch werd gemaakt door Fred Armisen, Carrie Brownstein en Jonathan Krisel. De eerste twee namen de meeste rollen op zich. Verschillende bekende acteurs en musici hadden een kleine (meestal eenmalige en geregeld als zichzelf) rol in de serie. Kyle MacLachlan vervulde een vaste gastrol als burgemeester van Portland. De echte burgemeester (in de periode 2009-2012) Sam Adams had een gastrol als assistent van de burgemeester. 